# Naundorf (Vetschau/Spreewald)
Naundorf, niedersorbisch Njabožkojce, ist ein im Spreewald gelegener Ortsteil der Stadt Vetschau/Spreewald im Landkreis Oberspreewald-Lausitz in Brandenburg. Zur Unterscheidung von Naundorf bei Ruhland wurde der Ort früher auch als Naundorf bei Lübbenau bezeichnet. Bis zur Eingemeindung nach Vetschau am 31. Dezember 2001 war Naundorf eine eigenständige Gemeinde.

## Lage
Das Dorf liegt in der Niederlausitz und im Biosphärenreservat Spreewald, rund vier Kilometer nördlich von Vetschau. Naundorf ist Teil des amtlichen Siedlungsgebietes der Sorben/Wenden. Der Ortsteil grenzt im Norden an Burg-Kolonie, im Osten an Müschen, im Süden an Suschow und im Westen an Stradow. Zum Ortsteil Naundorf gehört auch der Gemeindeteil Fleißdorf.
Naundorf liegt an der Landesstraße 541, auf der an dieser Stelle auch der Gurken-Radweg verläuft. Die Grenze zwischen Naundorf und Burg-Kolonie bzw. Müschen bildet das Greifenhainer Fließ, zwischen den Gemarkungen Naundorf und Fleißdorf liegt der Fleißdorf-Naundorfer Grenzgraben. Westlich befinden sich die Stradower Teiche.

## Geschichte
Die erste urkundliche Erwähnung des ursprünglich rein sorbischen Naundorfs als Novam villam stammt aus dem Jahr 1315. Der Ortsname wurde 1340 als Nauvendorff und 1542 als Nawendorff genannt. Der deutsche Ortsname bezeichnet eine neu angelegte Siedlung. Ab dem 19. Jahrhundert werden niedersorbische Namensformen wie Njabožkojce 1843, Ńamoschkojze 1847 und 1880 als Njabožkojce überliefert. Diese haben zum deutschen Ortsnamen keine Beziehung und verweisen auf einen Personennamen Nebožk an den das Suffix -ovici und -ojce angehängt wurde.
Naundorf gehörte wohl seit jeher zur Standesherrschaft Lübbenau, sicher belegt ist die Zugehörigkeit seit 1503. Kirchlich gehörte der Ort zur Wendischen Kirche in Vetschau. Nach dem Prager Frieden von 1635 kam Naundorf zu Kursachsen. Im Jahr 1708 lebten 19 Kossäten und vier Büdner im Ort. Nachdem Kursachsen 1806 zunächst zum Königreich erhoben wurde, kam Naundorf nach dem Wiener Kongress zum Königreich Preußen. Bei der Gebietsreform von 1816 wurde der Ort dem Kreis Calau in der Provinz Brandenburg zugeordnet. Zu dieser Zeit hatte Naundorf etwa 170 Einwohner. Spätestens ab 1850 bestand eine Schule für die Kinder aus Naundorf und Fleißdorf, die auf halbem Weg zwischen beiden Dörfern lag.
Ab Naundorf war über lange Zeiträume bis in das 20. Jahrhundert hinein ein weiteres Vordringen in den Spreewald nur auf dem Wasserweg möglich. Der parallel zur alten Dorfstraße in Südost- bzw. Nordwest-Richtung verlaufende Fließ stellte den Anschluss an die im Spreewald einzig möglichen Wasserstraßen dar. Für die Bauern des Ortes bestand ein Mahlzwang für die mitten im Spreewald gelegene, nur auf dem Wasserwege zu erreichende Dubkow-Mühle.
In der DDR wechselte die Gemeinde am 1. Juli 1950 in den Landkreis Lübben (Spreewald), bei der Gebietsreform am 25. Juli 1952 wurde Naundorf dem verkleinerten Kreis Calau im Bezirk Cottbus zugeordnet. Am 1. Januar 1974 wurde Fleißdorf nach Naundorf eingemeindet. Nach der Wiedervereinigung gehörte Naundorf zum brandenburgischen Landkreis Calau und dort ab 1992 zum Amt Vetschau. Bei der Kreisreform im Dezember 1993 wurde die Gemeinde dem Landkreis Oberspreewald-Lausitz zugeordnet. Zum 31. Dezember 2001 wurde Naundorf gemeinsam mit Göritz, Repten und Stradow nach Vetschau eingemeindet. Das Amt Vetschau wurde im Oktober 2003 aufgelöst.

## Einwohnerentwicklung
| Jahr | Einwohner |
| ---- | --------- |
| 1875 | 316       |
| 1890 | 332       |
| 1910 | 339       |
| 1925 | 314       |

| Jahr | Einwohner |
| ---- | --------- |
| 1933 | 256       |
| 1939 | 251       |
| 1946 | 353       |
| 1950 | 321       |

| Jahr | Einwohner |
| ---- | --------- |
| 1964 | 221       |
| 1971 | 210       |
| 1981 | 257       |
| 1985 | 246       |

| Jahr | Einwohner |
| ---- | --------- |
| 1989 | 225       |
| 1995 | 227       |
| 2000 | 273       |
| 2005 | 261       |

| Jahr | Einwohner |
| ---- | --------- |
| 2010 | 242       |
| 2015 | 234       |
| 2020 | 238       |

Gebietsstand des jeweiligen Jahres, ab 1981 mit Fleißdorf (Quellen: bis 2000, ab 2005)
Naundorf war lange Zeit ein rein sorbischsprachiger Ort. Der Volkskundler Arnošt Muka ermittelte 1884 für seine „Statistik der Lausitzer Sorben“ 359 Einwohner, von denen alle Sorben waren. Im Jahr 1956 hatte Naundorf noch einen sorbischsprachigen Bevölkerungsanteil von 40,8 Prozent.

## Wirtschaft
Neben dem Tourismus, in Naundorf bestehen Betriebe des Gastronomie und Beherbergungsgewerbes, hat immer noch der Gemüseanbau eine größere wirtschaftliche Bedeutung. Ein in Naundorf ansässiger Dachdeckerbetrieb, der Schilfrohreindeckungen vornimmt.

## Feste
Von der Dorfgemeinschaft werden sorbische Bräuche wie das Stollenreiten und das Hahnrupfen gepflegt.